# 36-й истребительный авиационный полк
36-й истребительный авиационный полк (36-й иап) — воинская часть Военно-воздушных сил (ВВС) Вооружённых Сил РККА, принимавшая участие в боевых действиях Великой Отечественной войны.

## Наименования полка

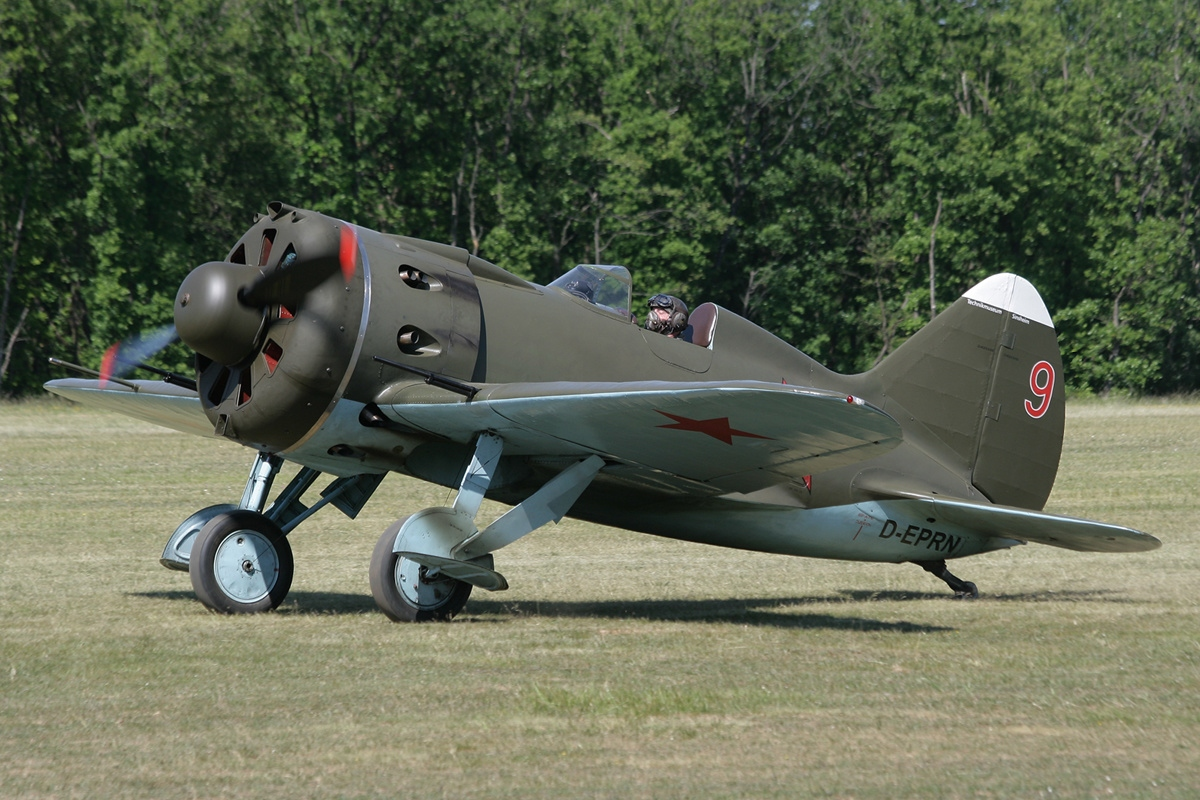
Самолёт И-16

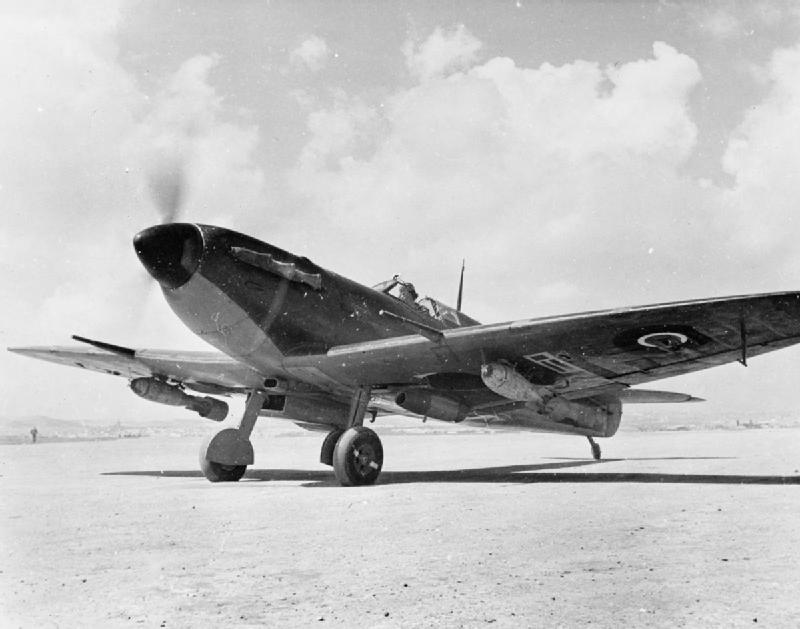
Спитфайр

За весь период своего существования полк несколько раз менял своё наименование:
- 36-й истребительный авиационный полк;
- 36-й истребительный авиационный полк ПВО;
- 57-й гвардейский истребительный авиационный полк;
- 57-й гвардейский истребительный авиационный Краснознамённый полк;
- Полевая почта 42048.

## Создание полка
36-й истребительный авиационный полк сформирован в период с 19 по 28 февраля 1938 года в Закавказском военном округе (г. Баку) на основе 119-й и 121-й отдельных истребительных эскадрилий в составе четырёх аэ на самолётах И-16. Последовательно входил в 60-ю авиабригаду, 27-ю истребительную авиадивизию ВВС Закавказского военного округа и 8-й истребительный авиационный корпус ПВО.

## Переименование полка
36-й истребительный авиационный полк за образцовое выполнение боевых задач и проявленные при этом мужество и героизм на основании Приказа НКО СССР 8 февраля 1943 года переименован в 57-й гвардейский истребительный авиационный полк.

## В действующей армии
В составе действующей армии:
- с 23 ноября 1941 года по 8 февраля 1943 года,

Всего 442 дня

## Командиры полка
- майор Торопчин Николай Степанович, 03.1938—11.1938
- капитан Подгорный Иван Дмитриевич[3], 1939—1940 гг.
- майор, подполковник Осипов Александр Алексеевич[4], 06.1941 — 24.10.1943

## В составе соединений и объединений
| Период        | Фронт (округ)              | армия               | соединение                                    | примечание |
| ------------- | -------------------------- | ------------------- | --------------------------------------------- | --- |
| 19.02.1938 г. | Закавказский военный округ | ВВС округа          | 60-я авиационная бригада                      | Насосная г. Баку , Азербайджан, И-16 |
| 1938 — 1941   | Закавказский военный округ | ВВС округа          | 27-я истребительная авиационная дивизия       | Азербайджан, И-16, часть сил полка принимала участие в боях на Халхин-Голе                                                                                               |
| 14.07.1941    | Закавказский военный округ | ВВС округа          | 8-й истребительный авиационный корпус ПВО     | Азербайджан, И-16 |
| 25.08.1941    | Закавказский военный округ | ВВС округа          | 135-я смешанная авиационная дивизия           | Северный Иран, И-16 |
| 22.10.1941    | Закавказский военный округ | ВВС округа          | 25-я истребительная авиационная дивизия       | аэр. Зугдиди, Грузия, И-16. Передал 4-ю эскадрилью в 481-й иап |
| 23.11.1941    | Южный фронт                | ВВС фронта          | 74-я истребительная авиационная дивизия       | 1-я и 2-я аэ на И-16 |
| 23.11.1941    | Крымский фронт             | ВВС фронта          | 71-я истребительная авиационная дивизия       | 3-я аэ на И-16 |
| 01.12.1941    | Южный фронт                | ВВС фронта          | 74-я истребительная авиационная дивизия       | одержана первая победа полка в воздушном бою: лейтенант Шаталов В. И. в паре с лётчиком 248-го иап, в воздушном бою в районе г. Азов сбил немецкий бомбардировщик Хе-111 |
| 01.02.1942    | Крымский фронт             | ВВС фронта          | 135-я истребительная авиационная дивизия      | 3-я аэ на И-16 передана из 71-й иад |
| 20.02.1942    | Крымский фронт             | ВВС фронта          | 135-я истребительная авиационная дивизия      | полк всем составом вошёл в 135-ю иад |
| 28.05.1942    | Северо-Кавказский фронт    | ВВС фронта          | 16-я ударная авиационная группа               | |
| 07.06.1942    | Северо-Кавказский фронт    | 5-я воздушная армия | 237-я истребительная авиационная дивизия      | |
| 16.06.1942    | Северо-Кавказский фронт    | 5-я воздушная армия | 237-я истребительная авиационная дивизия      | ст. Гостагаевская Краснодарского края, полк переформирован |
| 27.09.1942    | Северо-Кавказский фронт    | 5-я воздушная армия | 236-я истребительная авиационная дивизия      | |
| 27.11.1942    | Северо-Кавказский фронт    | 5-я воздушная армия | 236-я истребительная авиационная дивизия      | Передал самолёты в 931-й иап, убыл на доукомплектование и переучивание                                                                                                   |
| 27.11.1942 г. | Закавказский фронт         |                     | 25-й запасной истребительный авиационный полк | г. Аджикабул АзССР, переучивание на Spitfire Mk.V |
| 08.02.1943 г. | Закавказский фронт         |                     | 25-й запасной истребительный авиационный полк | г. Аджикабул АзССР, полк переименован в гвардейский, Spitfire Mk.V |

## Участие в операциях и битвах
Великая Отечественная война (1941—1943):
- Иранская операция — 25 августа 1941 года по 17 сентября 1941 года
- Прикрытие нефтепромыслов в Баку — с 22 июня 1941 года по 25 августа 1941 года
- Прикрытие морских портов района Сухуми — с 17 сентября 1941 года по 01 ноября 1941 года
- Боевые действия на Керченском полуострове — с 14 января 1942 года по 12 апреля 1942 года
- Армавиро-Майкопская операция — с 6 августа 1942 года по 17 августа 1942 года
- Новороссийская операция — с 19 августа 19442 года по 18 сентября 1942 года
- Туапсинская операция — с 25 сентября 1942 года по 20 декабря 1942 года

## Отличившиеся воины полка
- Эмиров Валентин Аллахиярович, командир эскадрильи 36-го истребительного авиационного полка, капитан, находясь в должности командира 926-го истребительного авиационного полка, Указом Верховного Совета СССР 13 декабря 1942 года удостоен звания Герой Советского Союза. Посмертно
- Азаров Сергей Семёнович, заместитель командира эскадрильи 57-го гвардейского истребительного авиационного полка 216-й смешанной авиационной дивизии 4-й воздушной армии Северо-Кавказского фронта Указом Верховного Совета СССР 2 сентября 1943 года удостоен звания Герой Советского Союза. Посмертно

## Статистика боевых действий
За период выполнения задач в Северном Иране::
| Выполнено боевых вылетов | Уничтожено самолётов всего |
| ------------------------ | -------------------------- |
| более 200                | 1                          |

Всего за годы Великой Отечественной войны полком:
| Выполнено боевых вылетов | Сбито самолётов в воздухе | Уничтожено самолётов всего |
| ------------------------ | ------------------------- | -------------------------- |
| 10633                    | 190                       | 216                        |

Свои потери:
| Потеряно самолётов, всего | Погибло лётчиков всего |
| ------------------------- | ---------------------- |
| 76                        | 50                     |

## Самолёты на вооружении
| Период      | Самолёты       |
| ----------- | -------------- |
| 1938 — 1942 | И-15, И-16     |
| 1942 — 1942 | Spitfire Mk.V  |
| 1943 — 1945 | Р-39 Аэрокобра |